# Parmelina
Parmelina Hale (szarzynka) – rodzaj grzybów z rodziny tarczownicowatych (Parmeliaceae).

## Systematyka i nazewnictwo
Pozycja w klasyfikacji według Index Fungorum: Parmelina, Parmeliaceae, Lecanorales, Lecanoromycetidae, Lecanoromycetes, Pezizomycotina, Ascomycota, Fungi.
Synonim naukowy Parmeliomyces E.A. Thomas ex Cif. & Tomas:
Nazwa polska według Krytycznej listy porostów i grzybów naporostowych Polski.

## Niektóre gatunki
- Parmelina carporrhizans (Taylor) Poelt & Vězda 1977
- Parmelina conlabrosa (Hale) Elix & J. Johnst. 1986
- Parmelina endoleuca (Taylor) Hale 1976
- Parmelina euplectina Kurok. ex Elix 1993
- Parmelina johnstoniae Elix 1993
- Parmelina labrosa (Zahlbr.) Elix & J. Johnst. 1986
- Parmelina pallida Elix & Kantvilas 2001
- Parmelina pastillifera (Harm.) Hale 1976 – szarzynka brodawkowata
- Parmelina pseudorelicina (Jatta) Kantvilas & Elix 1992
- Parmelina quercina (Willd.) Hale 1974 – szarzynka dębowa
- Parmelina tiliacea (Hoffm.) Hale 1974 – szarzynka skórzasta
- Parmelina whinrayi (Elix) Kantvilas & Elix 2001

Wykaz obejmuje wszystkie gatunki występujące w Polsce i niektóre inne. Uwzględniono tylko gatunki zweryfikowane o potwierdzonym statusie. Nazwy polskie według checklist.
Wszystkie gatunki w Polsce objęte są ścisłą ochroną.